# Vakon
Vakon est l'un des trois arrondissements de la commune d'Akpro-Missérété dans le département de l'Ouémé au Bénin.

## Géographie
L'arrondissement de Vakon est situé au sud-est du Bénin et compte 6 villages que sont Danto, Gouako Kotoclome, Sohomey, Vakon Adanhou, Vakon Azohoue et Vakon Gbo.

## Démographie
Selon le recensement de la population de 2013 conduit par l'Institut national de la statistique et de l'analyse économique (INSAE), Vakon compte 38806 habitants .